# Karabin HK G36

Siatka celownicza G36

G36 (oznaczenie fabryczne HK50) – karabinek automatyczny produkowany przez niemieckie przedsiębiorstwo Heckler und Koch Gmbh. Obecnie przepisowa broń żołnierzy armii niemieckiej i hiszpańskiej. W oparciu o konstrukcję G36 w USA był opracowywany karabin XM8.

## Historia konstrukcji
W połowie lat siedemdziesiątych podstawowym uzbrojeniem żołnierzy był karabin G3 (zmodernizowany, produkowany na licencji hiszpański CETME B). Był to karabin 7,62 × 51 mm NATO, jeden z lepszych, ale ciężki i o dużym odrzucie, praktycznie uniemożliwiającym strzelanie seriami.
W tym czasie popularność zaczęły zdobywać karabiny kalibru 5,56 × 45 mm, lżejsze i łatwiejsze do opanowania przy strzelaniu seriami. Konstruktorzy niemieccy opracowali wersję G3 tego kalibru (HK33), ale była ona produkowana wyłącznie na eksport. Na potrzeby Bundeswehry postanowiono opracować nową, rewolucyjną broń – karabin zasilany amunicją bezłuskową. Broń oznaczona symbolem G11 i amunicja do niej zostały opracowane, ale rozliczne problemy techniczne spowodowały, że do końca lat osiemdziesiątych nie udało się rozpocząć produkcji tego karabinu, a w latach dziewięćdziesiątych w zjednoczonych Niemczech zabrakło pieniędzy na wprowadzenie nowej, rewolucyjnej broni do uzbrojenia. Upadek programu karabinu G11 pociągnął za sobą bankructwo firmy Heckler und Koch.
Decyzja o zaniechaniu dalszych prac nad G11 sprawiła, że podstawowym karabinem Bundeswehry nadal był G3. Postanowiono więc choć w ograniczonym zakresie wprowadzić do uzbrojenia karabiny kalibru 5,56 mm. W tym czasie najnowszym karabinem tego kalibru produkowanym przez HK był G41. Karabin dobry, ale bardzo drogi – kosztował 1700$ za sztukę, a więc tyle co trzy karabiny średniej klasy. Zaciskającej pasa niemieckiej armii nie stać było na tak drogą broń. Pojawiła się propozycja zakupu austriackich karabinów Steyr AUG. Jednak opór przed przyjęciem do uzbrojenia zagranicznej broni był na tyle duży, że decyzję ciągle odwlekano.
Brak decyzji został wykorzystany przez firmę HK. Po bankructwie została ona kupiona przez koncern British Aerospace. Nowe kierownictwo firmy przeprowadziło reformę firmy i w 1990 podjęło decyzję o rozpoczęciu prac nad nowym karabinem. Głównym konstruktorem broni, której zostało nadane oznaczenie HK50, był Ernst Mauch. Postawiono przed nim zadanie zbudowania karabinu, który będzie tani w produkcji, a jednocześnie zachowa zalety poprzednich karabinów firmy HK.
Zdecydowano się na odejście od dotychczasowego układu z zamkiem półswobodnym. Nowy karabin działał na zasadzie odprowadzania gazów prochowych przez boczny otwór lufy. W maksymalnym stopniu starano się stosować tworzywa sztuczne, dzięki czemu zmniejszyła się masa, a jednocześnie wzrosła odporność karabinu na korozję. W porównaniu do starszych karabinów HK, zdecydowanie spadła cena. Karabin bez celowników kosztował 800$, co w porównaniu do 1700$ za G41 było zdecydowanym postępem. Jednak cenę karabinów dla Bundeswehry podnosi do 1200$ wyposażanie każdego egzemplarza w celownik optyczny i kolimatorowy (eksportowa wersja z celownikiem optycznym jest oferowana za 890 $).
W 1996 roku HK50 został przyjęty do uzbrojenia Bundeswehry jako karabin G36. Jednocześnie do uzbrojenia przyjęto karabinek G36K i ręczny karabin maszynowy MG36. Początkowo miał być uzbrojeniem żołnierzy jednostek sił szybkiego reagowania, ale szybko powiększane zamówienia sprawiły, że obecnie znajduje się na uzbrojeniu coraz większej liczby żołnierzy niemieckich.
W 1998 roku karabin G36 został wybrany jako podstawowa broń Hiszpańskich Sił Zbrojnych (zastąpił karabiny CETME L). Pierwsze dostawy zostały zrealizowane w 1999 roku. Podpisano także umowę licencyjną, na mocy której karabiny G36 są produkowane w fabryce FACOR w Hiszpanii.
W 2003 roku podjęto decyzję, że G36 stanie się podstawą do opracowania nowego karabinu dla żołnierzy amerykańskich M8 (program anulowano w 2005). Licencję na niektóre rozwiązania i technologie zastosowane w G36 zakupił także Meksyk. Wykorzystano je przy projektowaniu i produkcji karabinu FX-05 Xiuhcoatl.
W 2006 podjęto także decyzję o przyjęciu G36 do uzbrojenia armii łotewskiej. Karabiny przeznaczone dla armii łotewskiej posiadają długa szynę Picatinny zamocowaną nad grzbietem komory zamkowej. Na jej końcach znajdują się składane, mechaniczne przyrządy celownicze. Zasadniczym celownikiem ma być mocowany na szynie celownik kolimatorowy Aimpoint ComM3, w jednostkach specjalnych uzupełniany przystawką powiększającą Aimpoint 3XMag o powiększeniu 3x.

## G36 w Polsce
Pierwszym użytkownikiem tej broni w wersji G36 i G36K był GROM, który kupił małą liczbę tej broni pod koniec lat 90 XX w. Kolejnym wojskowym użytkownikiem jest Formoza, która wyposażona jest w karabiny wersji G36KV, również z podwieszanymi granatnikami H&K AG36. Jest to podstawowa broń długa tej jednostki. Oddział Specjalny Żandarmerii Wojskowej z Warszawy testował karabinki G36KV.
Po tragicznych wydarzeniach w Magdalence, na skutek których śmierć poniosło dwóch policyjnych antyterrorystów, karabinki G36KA 1 i G36C weszły na wyposażenie Biura Operacji Antyterrorystycznych. Docelowo każdy operator tej jednostki ma mieć karabin: G36C i pistolet maszynowy: MP5. G36KA 1 są stosowane przez spotterów jako broń wsparcia (w tym celu część karabinów wyposażono w magazynki bębnowe i lunetę o dużym powiększeniu firmy Zeiss). Oprócz centralnej jednostki karabiny G36KA 1 trafiły również do Samodzielnego Pododdziału Antyterrorystycznego Policji (SPAP) w Katowicach i Łodzi, natomiast G36C do CBŚ.
Subkarabinki G36C są również na wyposażeniu Biura Ochrony Rządu i Wydziału V (Realizacji i Działań Antyterrorystycznych) Departamentu Postępowań Karnych ABW (G36CV). Policyjne G36 zazwyczaj są wyposażone w celowniki holograficzne Eotech 552 i oświetlenie taktyczne firmy SureFire.

## Wersje karabinu
- G36 – karabin z kolbą składaną, celownik optyczny o powiększeniu 3x i celownik kolimatorowy.
- G36C – subkarabinek, celownik mechaniczny, na uchwycie do przenoszenia długa szyna Picatinny do mocowania innych celowników.
- G36E – eksportowa wersja G36 z celownikiem optycznym 1,5x
- G36K – karabinek z kolbą składaną i lufą skróconą, celownik optyczny o powiększeniu 3x i celownik kolimatorowy.
- G36KE – eksportowa wersja G36K z celownikiem optycznym 1,5x
- MG36 – ręczny karabin maszynowy
- SL8 – samopowtarzalna wersja sportowa (na rynek cywilny)

## Opis konstrukcji
Karabin G36 jest indywidualną bronią samoczynno-samopowtarzalną. Zasada działania oparta na wykorzystaniu energii gazów prochowych odprowadzanych przez boczny otwór w lufie. Zamek ryglowany przez obrót. Broń wyposażono w zaczep suwadła, zwolnienie suwadła przyciskiem wewnątrz kabłąka spustu lub po lekkim odciągnięciu go do tyłu rączką zamkową. Mechanizm spustowy kurkowy, umożliwia strzelanie ogniem pojedynczym i seriami. Skrzydełko przełącznika rodzaju ognia (pełniące także funkcję bezpiecznika) po obu stronach komory zamkowej. Zasilanie z łukowych magazynków 30-nabojowych (niewymiennych z magazynkami M16) lub 100 nabojowych, dwubębnowych Beta C-Mag. Lufa samonośna zakończona podstawą bagnetu (bagnet od MPi AK-74N, czyli licencyjnego AK-74). Na końcu łoża można zamocować składany pod łoże dwójnóg. Na wierzchu komory zamkowej uchwyt do przenoszenia. W tylnej części chwytu celowniki: optyczny o powiększeniu 3x (używany do precyzyjnego strzelania na większe odległości) i kolimatorowy bez powiększenia (do strzelań na małe odległości). Awaryjnie można korzystać z prostych mechanicznych przyrządów celowniczych (w wersji z kolimatorem trzeba go najpierw zdemontować). Kolba z tworzywa sztucznego składana na prawą stronę karabinu.

## Kontrowersje
W 2014 roku, niemiecka minister obrony Ursula von der Leyen ogłosiła, że G36 ma problemy z celnością. Miało się tak dziać w podwyższonej temperaturze oraz podczas rozgrzania wskutek prowadzenia ognia przez dłuższy czas. Testy wykazały, że po wystrzeleniu 4 magazynków ogniem ciągłym, karabinek bardzo mocno tracił na celności. Zdania były podzielone.
Niemieckie ministerstwo obrony wystąpiło z roszczeniami względem koncernu Heckler & Koch. Jednak sąd oddalił roszczenia ministerstwa, gdyż według niego, ministerstwo nie określiło wcześniej odpowiednich wymogów technicznych względem tej broni.
W kolejnych latach, Bundeswehra rozpoczęła wycofywanie karabinka ze swojego uzbrojenia.

## Dane taktyczno-techniczne
| Wzór                                     | G36, G36E         | G36K, G36KE       | G36C              | MG36              |
| Nabój                                    | 5,56 × 45 mm NATO | 5,56 × 45 mm NATO | 5,56 × 45 mm NATO | 5,56 × 45 mm NATO |
| Masa broni niezaładowanej [kg]           | 3,63              | 3,30              | 2,80              | 3,88              |
| Masa broni załadowanej [kg]              | 4,11              | 3,78              | 3,28              | 4,36              |
| Długość broni z kolbą rozłożoną [mm]     | 1000              | 860               | 720               | 1000              |
| Długość broni z kolbą złożoną [mm]       | 758               | 618               | 478               | 758               |
| Długość lufy [mm]                        | 480               | 320               | 228               | 480               |
| Szybkostrzelność teoretyczna [strz./min] | 750               | 750               | 750               | 750               |
| Prędkość początkowa pocisku [m/s](V0)    | 920               | 850               | 730               | 920               |
| Energia początkowa pocisku [J](E0)       | 1693              | 1445              | 1066              | 1693              |
| Zasięg efektywny [m]                     | 800               | 600               | 300               | 800               |